# ابراهیما بالده
ابراهیما بالده (انگلیسی: Ibrahima Baldé؛ زادهٔ ۴ آوریل ۱۹۸۹) بازیکن فوتبال اهل سنگال است که در پست مهاجم برای باشگاه گیرسون اسپور ترکیه بازی می‌کند.
وی همچنین در تیم‌های ملی فوتبال زیر ۲۳ سال سنگال و سنگال بازی کرده‌است.